# Olympische Sommerspiele 1920/Leichtathletik – Diskuswurf (Männer)

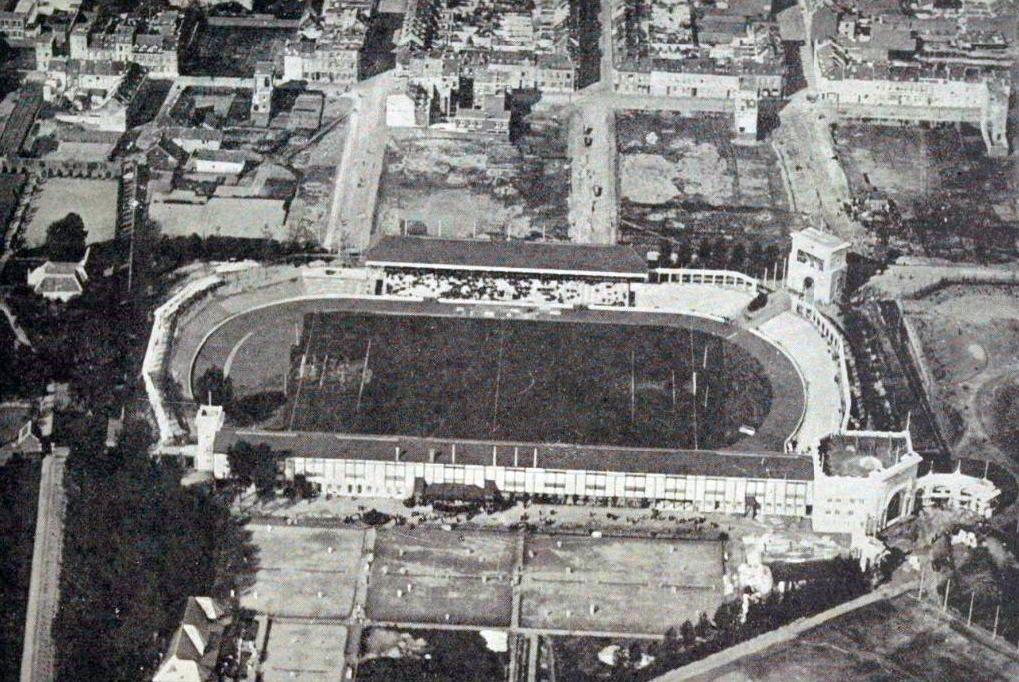
Das Antwerpener Olympiastadion

Der Diskuswurf der Männer bei den Olympischen Spielen 1920 in Antwerpen wurde am 21. und 22. August 1920 im Antwerpener Olympiastadion ausgetragen. 16 Athleten nahmen daran teil.
Die finnische Mannschaft feierte einen Doppelsieg. Elmer Niklander gewann die Goldmedaille, Silber ging an Armas Taipale. Gus Pope aus den Vereinigten Staaten gewann Bronze.
Athleten aus der Schweiz nahmen nicht teil. Deutschland und Österreich waren von diesen Spielen ausgeschlossen.

## Bestehende Rekorde
| Weltrekord         | 47,58 m | James Duncan ( USA)                      | New York, USA          | 12. Mai 1912  |
| Olympischer Rekord | 45,21 m | Armas Taipale ( Großfürstentum Finnland) | OS Stockholm, Schweden | 12. Juli 1912 |

## Durchführung des Wettbewerbs
Alle sechzehn Werfer hatten am 21. August (Start: 15.45 Uhr) eine Qualifikationsrunde zu absolvieren. Die besten sechs Athleten – hellblau unterlegt – zogen ins Finale ein, das am 22. August um 10.00 Uhr begann. Die in der Qualifikation erzielten Weiten kamen wie in anderen Disziplinen und wie in den Jahren zuvor mit in die Endwertung.

## Qualifikation
Datum: 21. August 1920, 15.45 Uhr
| Platz | Name               | Nation             | Weite    | Anmerkung |
| ----- | ------------------ | ------------------ | -------- | --------- |
| 1     | Elmer Niklander    | Finnland           | 44,685 m |           |
| 2     | Armas Taipale      | Finnland           | 44,190 m |           |
| 3     | Gus Pope           | USA                | 42,130 m |           |
| 4     | William Bartlett   | USA                | 40,875 m |           |
| 5     | Oscar Zallhagen    | Schweden           | 40,160 m |           |
| 6     | Allan Eriksson     | Schweden           | 39,410 m |           |
| 7     | Valther Jensen     | Dänemark           | 38,230 m |           |
| 8     | Ville Pörhölä      | Finnland           | 38,190 m |           |
| 9     | Aurelio Lenzi      | Königreich Italien | 37,750 m |           |
| 10    | Kenneth Wilson     | USA                | 37,580 m |           |
| 11    | André Tison        | Frankreich         | 37,350 m |           |
| 12    | Jonni Myyrä        | Finnland           | 37,000 m |           |
| 13    | František Hoplíček | Tschechoslowakei   | 36,750 m |           |
| 14    | Émile Écuyer       | Frankreich         | 36,100 m |           |
| 15    | Daniel Pierre      | Frankreich         | 35,530 m |           |
| 16    | Arthur Delaender   | Belgien            | 32,000 m |           |

In der Qualifikation ausgeschiedene Diskuswerfer:

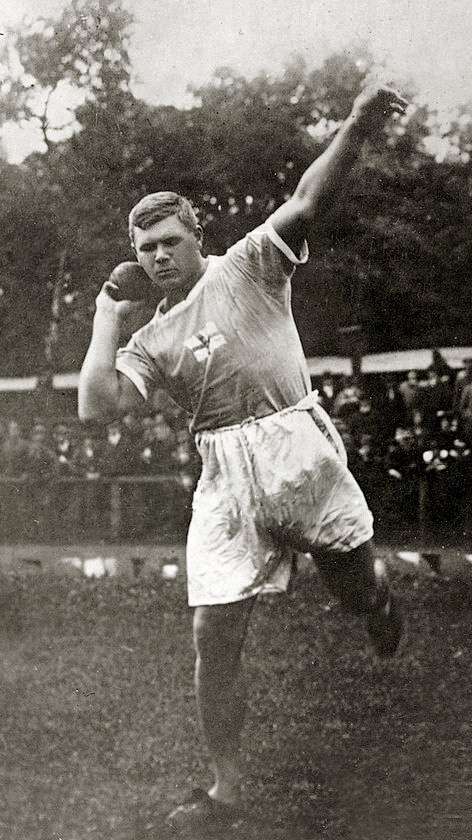
Ville Pörhölä – siegreich im Kugelstoßen 38,19 m / Rang acht
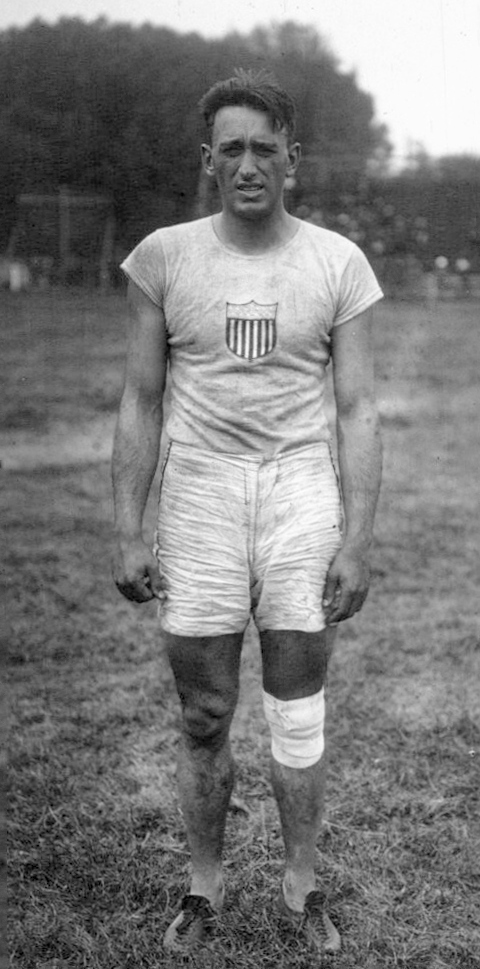
Kenneth Wilson 37,58 m / Rang zehn
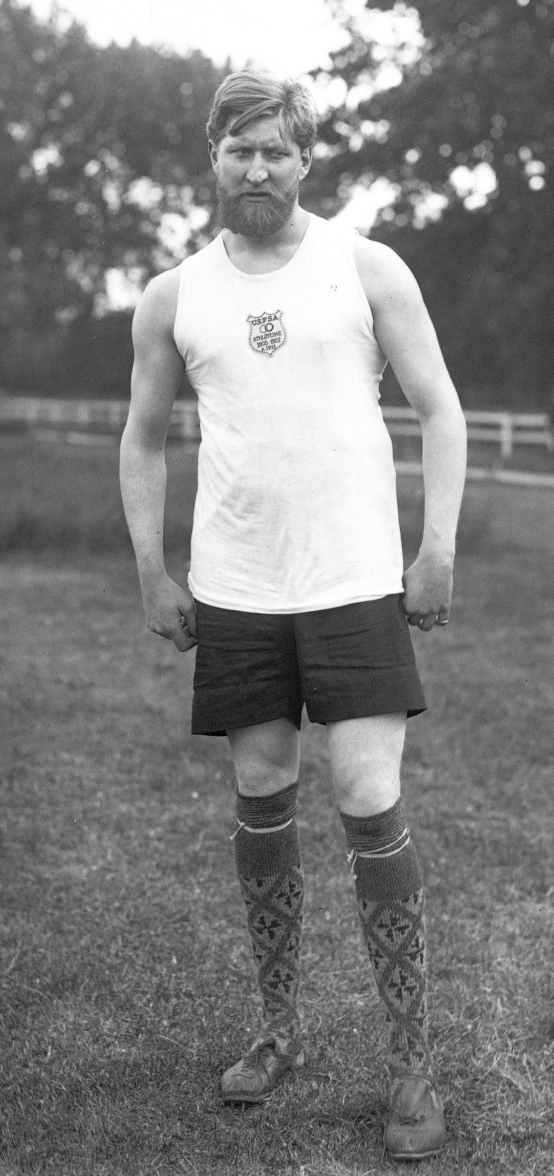
André Tison 37,35 m / Rang elf
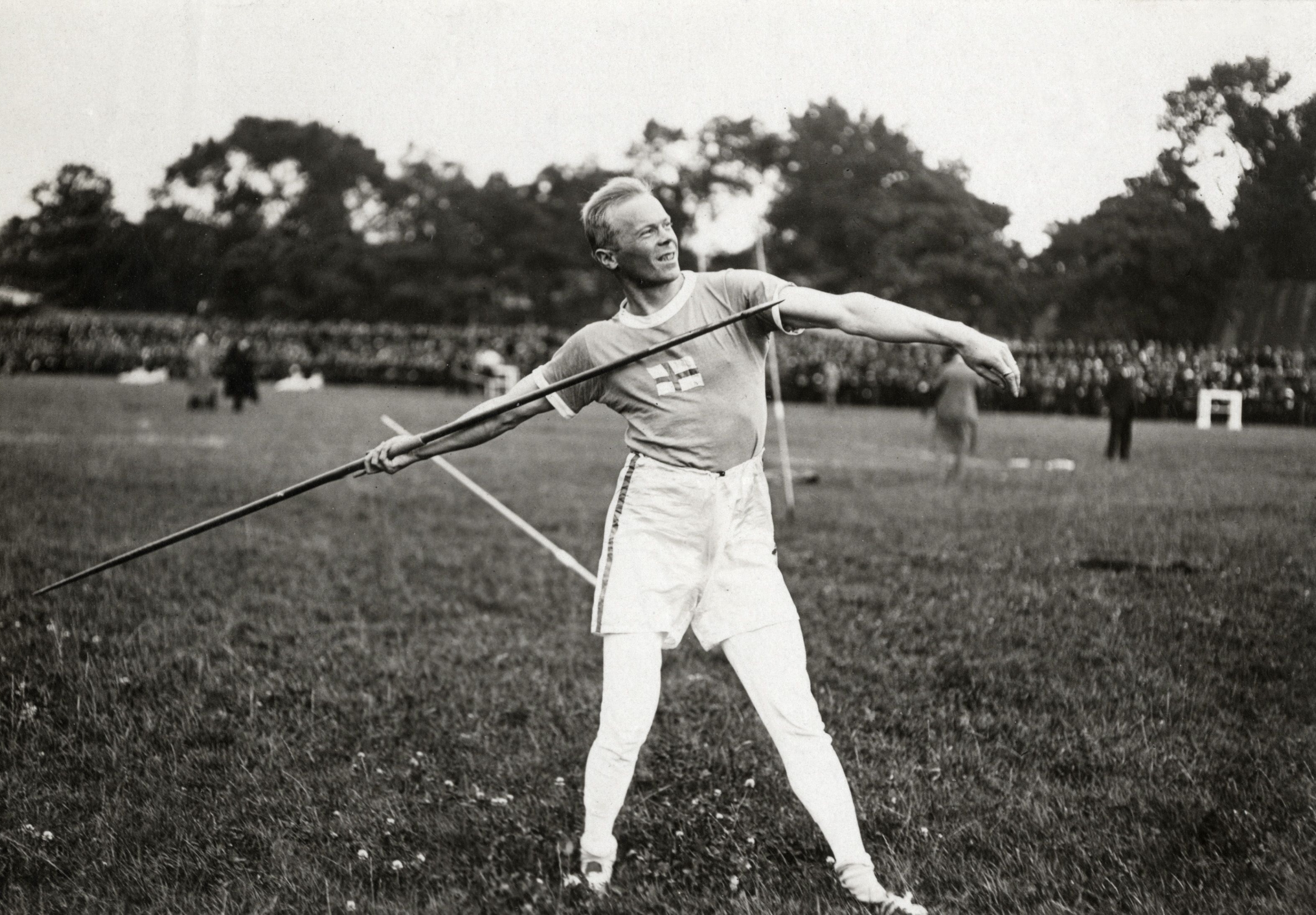
Jonni Myyrä – hier beim Speerwurf 37,00 m / Rang zwölf

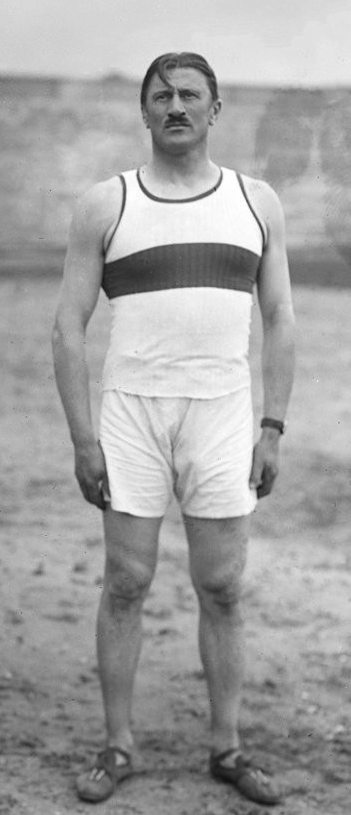
Émile Écuyer 36,10 m / Rang vierzehn
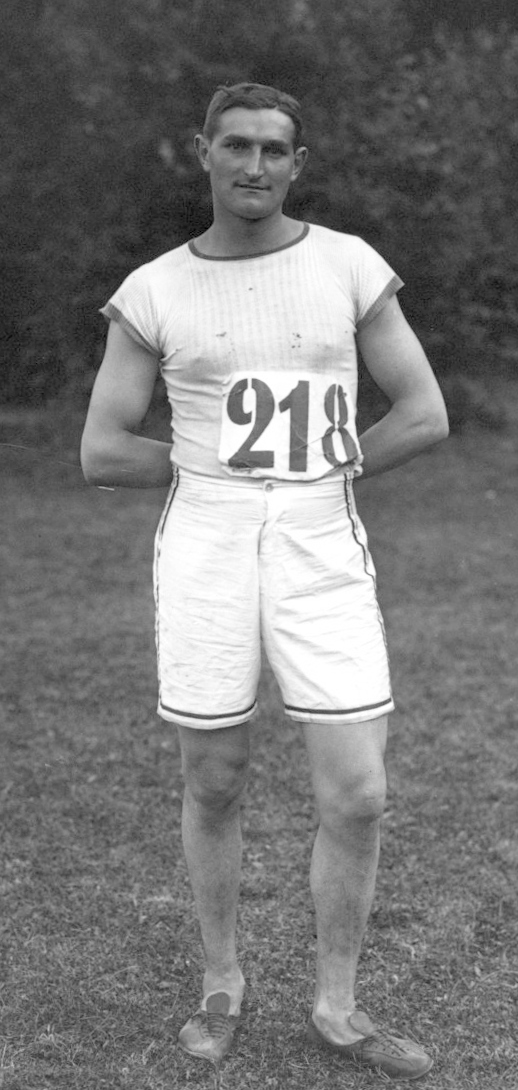
Daniel Pierre 35,53 m / Rang fünfzehn

## Finale

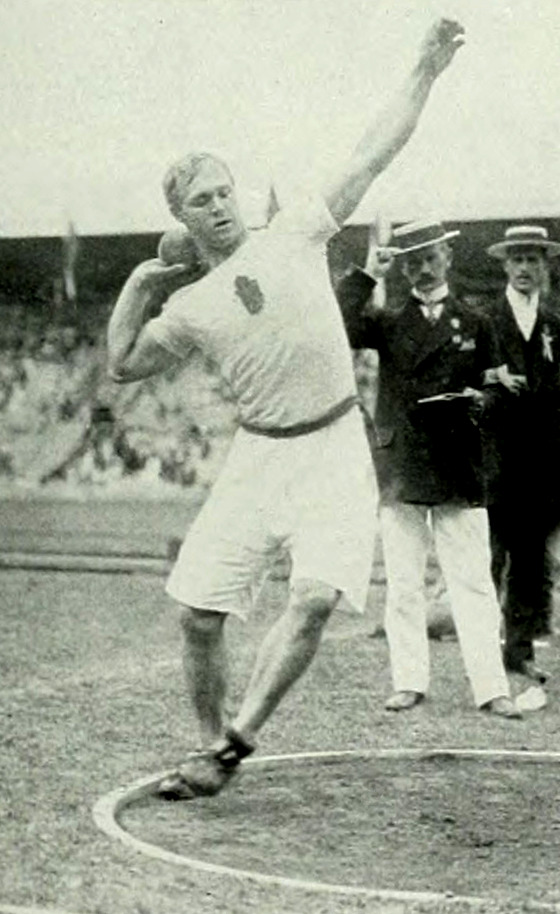
Olympiasieger Elmer Niklander (Foto: 1912 beim Kugelstoßen)

Datum: 22. August 1920, 10.00 Uhr
| Platz | Name             | Nation   | Weite    | Anmerkung |
| ----- | ---------------- | -------- | -------- | --------- |
| 1     | Elmer Niklander  | Finnland | 44,685 m |           |
| 2     | Armas Taipale    | Finnland | 44,190 m |           |
| 3     | Gus Pope         | USA      | 42,130 m |           |
| 4     | Oscar Zallhagen  | Schweden | 41,070 m |           |
| 5     | William Bartlett | USA      | 40,875 m |           |
| 6     | Allan Eriksson   | Schweden | 39,410 m |           |

Armas Taipale, der Olympiasieger von 1912, trug mit seiner Silbermedaille zu einem finnischen Doppelsieg bei, den es bereits im Kugelstoßen gegeben hatte. Die Goldmedaille gewann der Olympiazweite vom Kugelstoßen, Elmer Niklander, auch Diskuswurfvierter von 1912.
Im Finale konnte sich nur der Schwede Oscar Zallhagen verbessern. Der US-Amerikaner Kenneth Bartlett warf exakt die gleiche Weite wie in der Ausscheidung am Tag zuvor. Alle anderen Finalisten übernahmen ihre Weiten aus der Qualifikation.
Elmer Niklanders Goldmedaille bedeutete den zweiten finnischen Diskuswurf-Sieg in Folge.

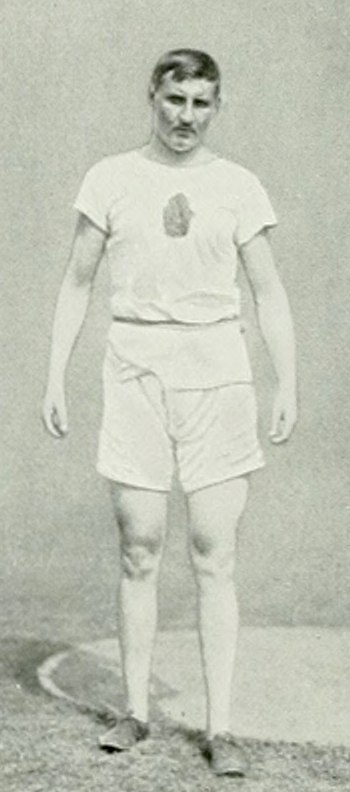
Armas Taipale, Sieger von 1912. errang Silber (Foto: 1912)
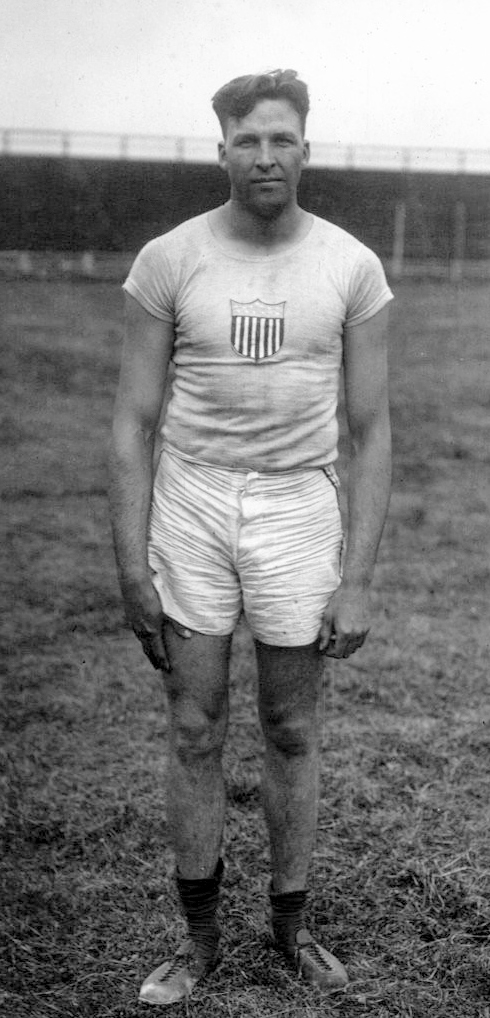
Bronzemedaillengewinner Gus Pope
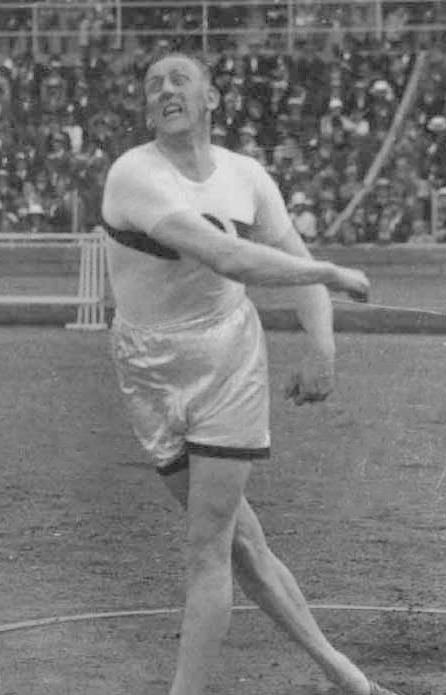
Der viertplatzierte Oscar Zallhagen